# Auguste-Barthélemy Glaize

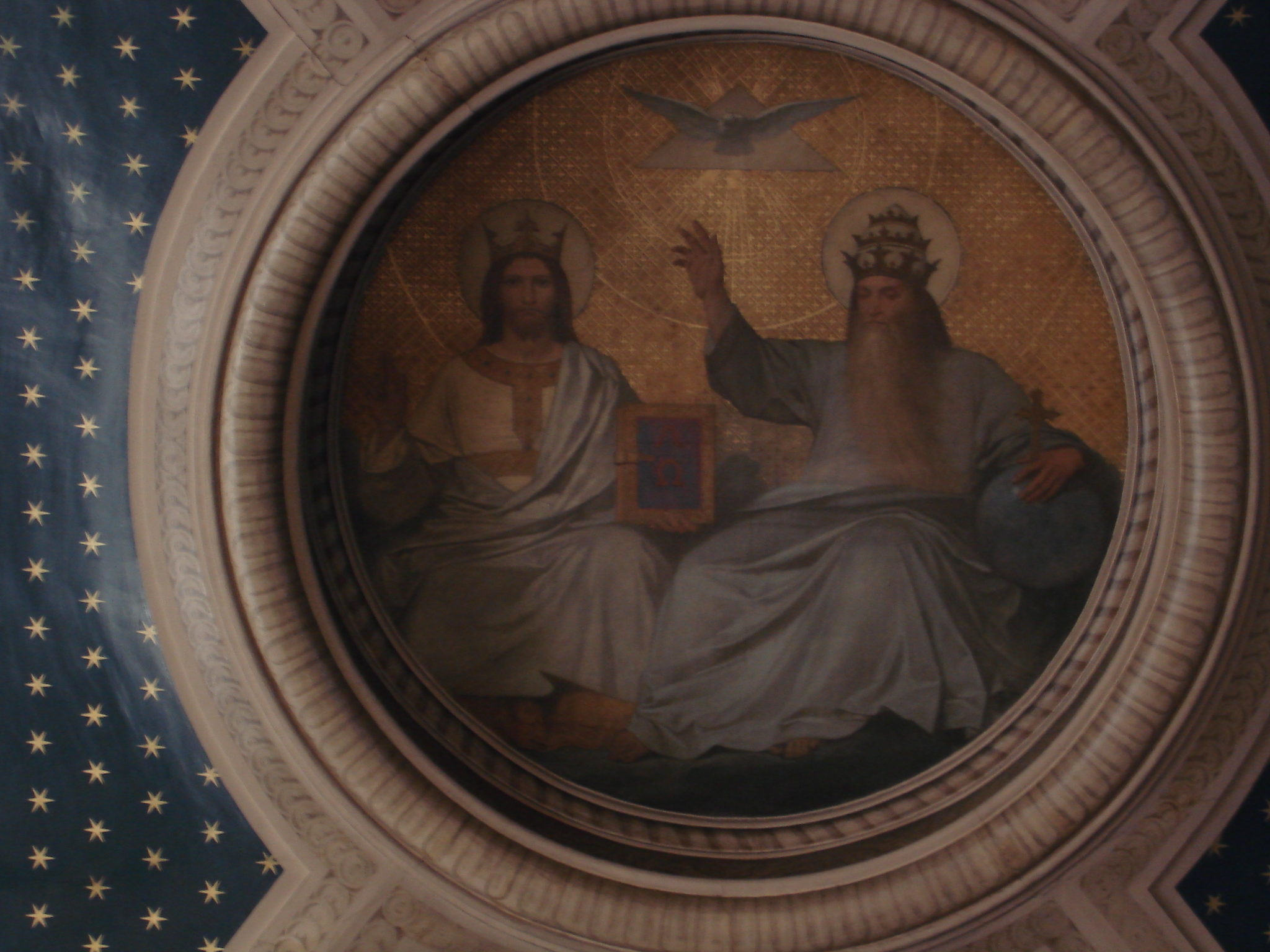
Auguste-Barthélemy Glaize, målning av Treeningheten.

Auguste-Barthélemy Glaize, född 15 december 1807, död 8 oktober 1893, var en fransk historie- och genremålare. Han var far till Léon Glaize.
Glaize ställde ut på Salongen 1836-1880 och utförde flera dekorationsarbeten i Pariskyrkor, bland annat av Saint Jeankapellet i Saint-Sulpice.